# كتيب الموظفين

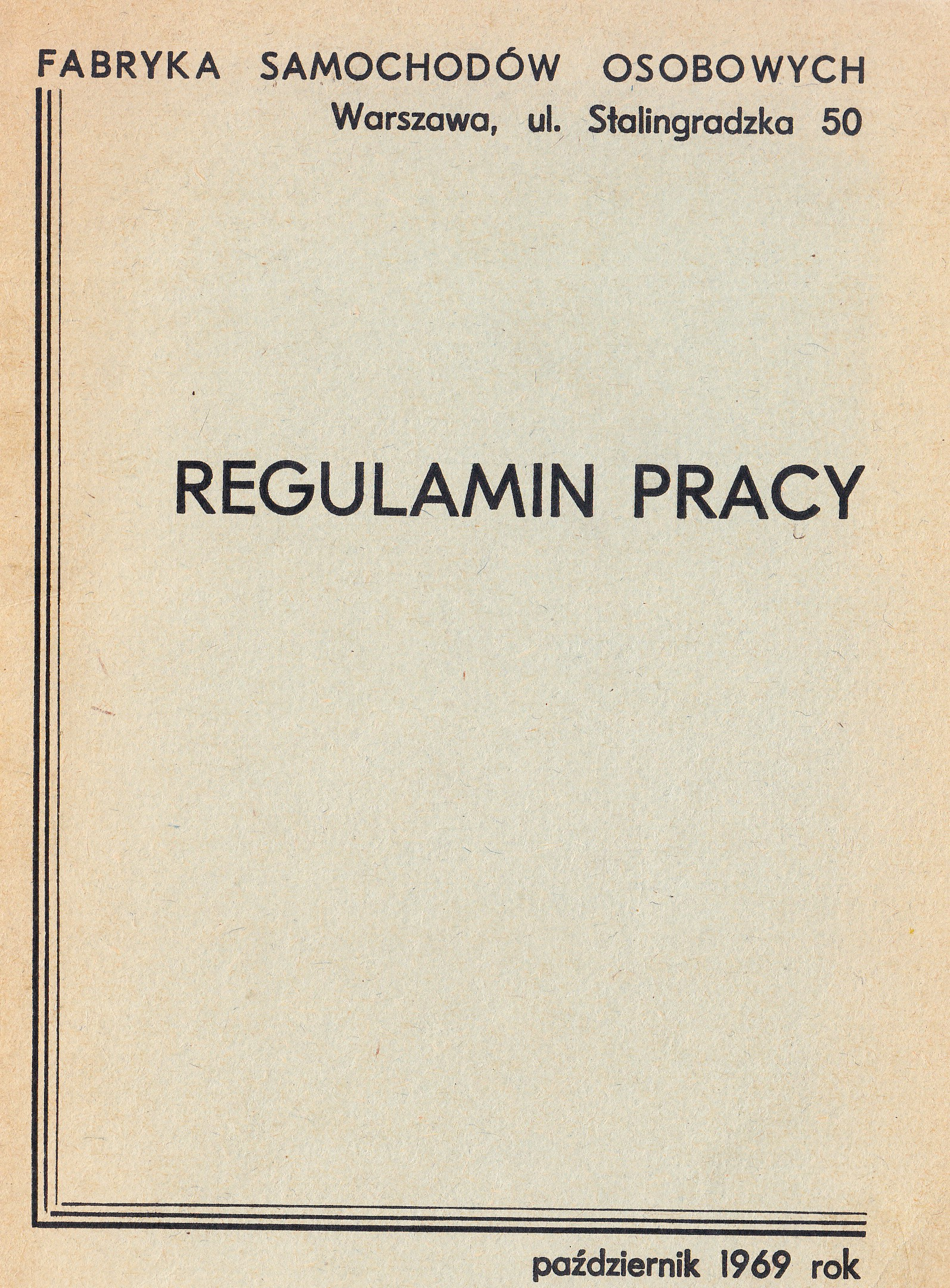
لوائح العمل في مصنع سيارات الركاب في وارسو

كتيّب الموظفين ، وأحيانا يعرف ب كتاب تعليمات الموظفين أو دليل الموظفين ، وهو كتاب يتم تسليمه إلى الموظفين بواسطة صاحب العمل، وعادة يكون فيه تعليمات خاصة بالشركة وسياسية عملها بالإضافة إلى الإجراءات الخاصة للموظفين.
دليل الموظفين هام لدرجة أنه في بعض البلاد مثل المملكة المتحدة لابد من تسليم كتيب التعليمات الخاص بشركتك ان كان لديك 5 موظفين أو أكثر، لدواعي الصحة والأمان في الشركة.
كتاب الموظفين بمثابة مصدر معلومات هام جدا بالنسبة للموظفين حيث يمكنهم من الحصول على معلومات مرتبطة بوظيفتهم بالشركة، ويمكنهم أيضا الحصول على معلومات تهمهم مثل الأجازات، قواعد الشركة، شروط الانضباط داخل الشركة، اجراءات التظلم والشكوى.
ان يكون هناك التعليمات الخاص بالموظفين داخل المنشأة يساعد على توفير الوقت باعطاء نصائح مباشرة للموظف عن سير العمل داخل الشركة، وينشأ ثقافة خاصة باسلوب التعامل والتعامل مع المتغيرات داخل الشركة.
محتويات الكتب:
يحتوى كتيب التعليمات الخاص بالموظفين في الغالب على هذه الأشياء:

## المحتوى
- - رسالة ترحيب، بها مختصر تاريخ الشركة ومعلومات عن أسباب نجاح الشركة، وكيف يقوم كل موظف بالمشاركة في تحقيق نجاح الشركة.
- - كتابة أهداف الشركة، ومهمتها، وقيم الشركة.
- - اجراءات الرواتب: عادة يتم كتابة هذه الفقرة بواسطة متخصص في ادارة الموارد البشرية حيث يتم كتابة فيها نظام الضرائب المتبع على كل موظف، والمستندات الواجب تقديمها لقسم الموارد البشرية.
- - تعريفات كاملة للوظائف سواء - وظيفة كاملة full-time ، أو وظيفة بنصف الوقت part-time ، وصفات وخصائص و (مميزات) كل وظيفة، يجب ان يشمل الوصف تعريف مفهوم (وقت الراحة) مثل استراحة الغداء وغيره، وتعريف محدد لـ (اسبوع العمل) .
- - معلومات حول دفع الرواتب والمزايا التي سيحصل عليها كل موظف، مثل (الأجازات، والتأمين الصحي ) ، في الغالب الموظفين الجدد يحصلون على بعض الفوائد بالإضافة لبعض المزايا ( نظام تحديد اجور اوقات العمل الإضافي ) ، وصف مكافأة التقاعد بعد مكوثه في الشركة فترة عمل محددة.
- -سياسات الشركة في حالات الانضباط، مثل حالات التحرش الجنسي داخل العمل، أو شرب الكحول، أو السُكر، والحضور والانصراف، بالإضافة لمعلومات حول -التسريح من العمل - أو الاستغناء عن خدمات الموظف، في هذا الجزء يتم إضافة شرح لكيفية تقديم الشكاوي بخصوص زملاء العمل، ورؤساء الاقسام وشرح كيفية التعامل مع هذه الشكاوي.
- -شرح سياسات تقييم الموظفين، مثلا ( كيف سيتم تقييمك كموظف ومن سيقوم بتقييمك وعلى أي أساس ) .
- - شرح سياسات التعيين وخفض الدرجات في مراحل وظيفية محددة.
- -قواعد استخدام بريد الشركة، الهاتف، والفاكس ومعدات الشركة وجميع اصول الشركة ( مثلا المطاعم التي تقدّم سيارات أو دراجات نارية لتوصيل الطلبات) .
- - اجراءات التعامل مع الحوادث المتعلقة بالوظيفة، وسياسات الشركة في حال وقوع اصابات.
- - شرح الإجراءات المتبعه عندما يقوم الموظف بالاستقالة (طواعية) من وظيفته.
- - أهم جزء، وهو ان يجب على كل موظف حماية بيانات الشركة والحفاظ على سرية وخصوصية معلومات العملاء والإجراءات المتبعه بخصوص تسريح الموظفين في حال افشاءهم لهذه البيانات وكيفية التعامل معهم.

### === مستند الموافقة على الكتيب.
- عادة يقوم الموظفين الجدد بالتوقيع على استمارة تفيد بقراءتهم وفهمهم لقواعد عمل الشركة والموافقة على كافة ما كتب في كتيب الموظفين.

### == الحاجة إلى كتاب الموظفين أو كتيب تعليمات الموظفين
عادة كتاب الموظفين هو بمثابة عقد للطرفين وبوجوده يحمي صاحب الشركة وأيضا الموظف من اللجوء للقضاء في حال تعدي أحدهم على الآخر، كما أنه ينشر جو من التناغم بين الموظفين داخل الشركة أو المؤسسة.